# Палюв
Палюв (хорв. Paljuv) — населений пункт у Хорватії, у Задарській жупанії у складі громади Новиград.

## Населення
Населення за даними перепису 2011 року становило 371 осіб.
Динаміка чисельності населення поселення:

## Клімат
Середня річна температура становить 13,84 °C, середня максимальна – 27,91 °C, а середня мінімальна – 0,61 °C. Середня річна кількість опадів – 917 мм.
| Клімат поселення                              | Клімат поселення | Клімат поселення | Клімат поселення | Клімат поселення | Клімат поселення | Клімат поселення | Клімат поселення | Клімат поселення | Клімат поселення | Клімат поселення | Клімат поселення | Клімат поселення | Клімат поселення |
| Показник                                      | Січ.             | Лют.             | Бер.             | Квіт.            | Трав.            | Черв.            | Лип.             | Серп.            | Вер.             | Жовт.            | Лист.            | Груд.            |                  |
| Середній максимум, °C                         | 9,75             | 10,59            | 13,31            | 16,54            | 21,32            | 25,10            | 27,91            | 27,40            | 23,35            | 18,94            | 13,52            | 10,66            |                  |
| Середня температура, °C                       | 5,19             | 6,02             | 8,73             | 11,95            | 16,75            | 20,53            | 23,76            | 23,24            | 19,20            | 14,79            | 9,37             | 6,51             |                  |
| Середній мінімум, °C                          | 0,61             | 1,45             | 4,16             | 7,40             | 12,16            | 15,95            | 19,60            | 19,09            | 15,05            | 10,64            | 5,22             | 2,35             |                  |
| Норма опадів, мм                              | 75               | 67               | 72               | 78               | 69               | 60               | 37               | 53               | 97               | 106              | 109              | 94               |                  |
| Середньомісячна швидкість вітру, м/с          | 2.86             | 2.98             | 3.13             | 3.01             | 2.61             | 2.41             | 2.42             | 2.32             | 2.53             | 2.69             | 3.21             | 3.14             |                  |
| Середньомісячна сонячна радіація, кДж/м²·день | 5027             | 7741             | 11321            | 16064            | 20194            | 22464            | 24167            | 21026            | 15506            | 9850             | 5433             | 4308             |                  |
| --------------------------------------------- | ---------------- | ---------------- | ---------------- | ---------------- | ---------------- | ---------------- | ---------------- | ---------------- | ---------------- | ---------------- | ---------------- | ---------------- | ---------------- |
| Джерело:                                      |                  |                  |                  |                  |                  |                  |                  |                  |                  |                  |                  |                  |                  |